# Bernie Ecclestone
Bernard Charles Ecclestone také Bernie Ecclestone (* 28. října 1930, Ipswich, Suffolk) je britský podnikatel, manažer motoristického sportu a bývalý závodní jezdec Formule 1. V roce 1987 založil společnost Formule One Group, ovládající komerční práva na závody Formuli 1 až do roku 2017.

## Životopis
Narodil se do rodiny dělníka. Vyrůstal v Bexleyheathu, školu ukončil v 16 letech a našel si práci v místních městských závodech. Ve svých mladých letech se pokusil prorazit jako závodník, ale příliš se mu nedařilo. V roce 1958 se zúčastnil dvou velkých cen Formule 1 – Grand Prix Monaka 1958 a Grand Prix Velké Británie 1958. V obou případech se mu ovšem nepodařilo se kvalifikovat do závodu.
Kromě toho byl Ecclestone manažerem a vlastníkem týmu Connaught a později týmu Brabham. Mezi tím působil určitou dobu jako manažer Jochena Rindta. Od začátku 70. let 20. století se věnoval profesionalizaci Formule 1 a pořádání závodů změnil v byznys, když prodal vysílací práva televizním společnostem a reklamním firmám.
Jeho bývalá žena Slavica Ecclestone byla o 28 let mladší chorvatskou modelkou. Mají spolu dvě dcery, Tamaru a Petru. Jejich manželství bylo rozvedeno 11. března 2009 v Londýně. Z prvního manželství má dceru Deborah. V roce 2020 se mu narodil první syn, kterého porodila Fabiana Flosiová, s kterou jsou manželé od roku 2012.

## Zajímavosti
- V květnu 2007 došlo ke skandálu, když Bernie Ecclestone před volbami podmiňoval konání závodu ve Valencii tím, aby byl opět zvolen Partido Popular.
- V každoročním seznamu nejbohatších Britů, který zveřejňuje The Sunday Times, obsadil Ecclestone se svým jměním okolo 2,243 miliardy britských liber 13. pozici.[kdy?]
- 4. července 2009 vyšlo v britských novinách The Times interview s Ecclestonem, který současné politiky porovnával s Adolfem Hitlerem („able to get things done“, česky: „zajistit dokončení věcí“) a ve kterém projevil své názory. Například zde uvedl, že by odcházející prezident FIA Max Mosley byl dobrým britským premiérem. Za své výroky byl kritizován a kárán politickými a židovskými organizacemi.[3] Německá židovská rada vyzvala týmy formule 1, aby Ecclestona bojkotovaly.[4] Za své výroky se později omluvil.[5]
- Bernie Ecclestone je nositelem Velkého zlatého vyznamenání za zásluhy o Rakouskou republiku za rok 2000.
- V roce 2022 po invazi Ruska na Ukrajinu obhajoval ruskou politiku a vyjadřoval obdiv k Vladimiru Putinovi.[6]

## Kompletní výsledky ve Formuli 1
| Legenda k tabulce | Legenda k tabulce                                                                       |
| Barva             | Výsledek                                                                                |
| ----------------- | --------------------------------------------------------------------------------------- |
| Zlatá             | Vítěz                                                                                   |
| Stříbrná          | 2. místo                                                                                |
| Bronzová          | 3. místo                                                                                |
| Zelená            | Bodované umístění                                                                       |
| Modrá             | Nebodované umístění                                                                     |
| Modrá             | Dokončil neklasifikován (NC)                                                            |
| Fialová           | Odstoupil (Ret)                                                                         |
| Červená           | Nekvalifikoval se (DNQ)                                                                 |
| Červená           | Nepředkvalifikoval se (DNPQ)                                                            |
| Černá             | Diskvalifikován (DSQ)                                                                   |
| Bílá              | Nestartoval (DNS)                                                                       |
| Bílá              | Závod zrušen (C)                                                                        |
| Světle modrá      | Pouze trénoval (PO)                                                                     |
| Světle modrá      | Páteční testovací jezdec (TD)                                                           |
| Bez barvy         | Netrénoval (DNP)                                                                        |
| Bez barvy         | Vyřazen (EX)                                                                            |
| Bez barvy         | Nepřijel (DNA)                                                                          |
| Bez barvy         | Odvolal účast (WD)                                                                      |
| Bez barvy         | Nezúčastnil se (prázdné)                                                                |
| Označení          | Význam                                                                                  |
| Tučnost           | Pole position                                                                           |
| Kurzíva           | Nejrychlejší kolo                                                                       |
| †                 | Jezdec nedojel do cíle, ale byl klasifikován, protože odjel více než 90 % délky závodu. |
| ‡                 | Byl udělován poloviční počet bodů, protože bylo odjeto méně než 75 % délky závodu.      |
| Horní index       | Umístění bodujících jezdců ve sprintu                                                   |

| Rok  | Tým            | Šasi             | Motor           | 1   | 2       | 3   | 4   | 5   | 6   | 7        | 8   | 9   | 10  | 11  | Umístění | Body |
| ---- | -------------- | ---------------- | --------------- | --- | ------- | --- | --- | --- | --- | -------- | --- | --- | --- | --- | -------- | ---- |
| 1958 | B C Ecclestone | Connaught Type B | Alta Straight-4 | ARG | MON DNQ | NED | 500 | BEL | FRA | GBR DNQ* | GER | POR | ITA | MOR | NC       | 0    |